# Autódromo Internacional del Mugello

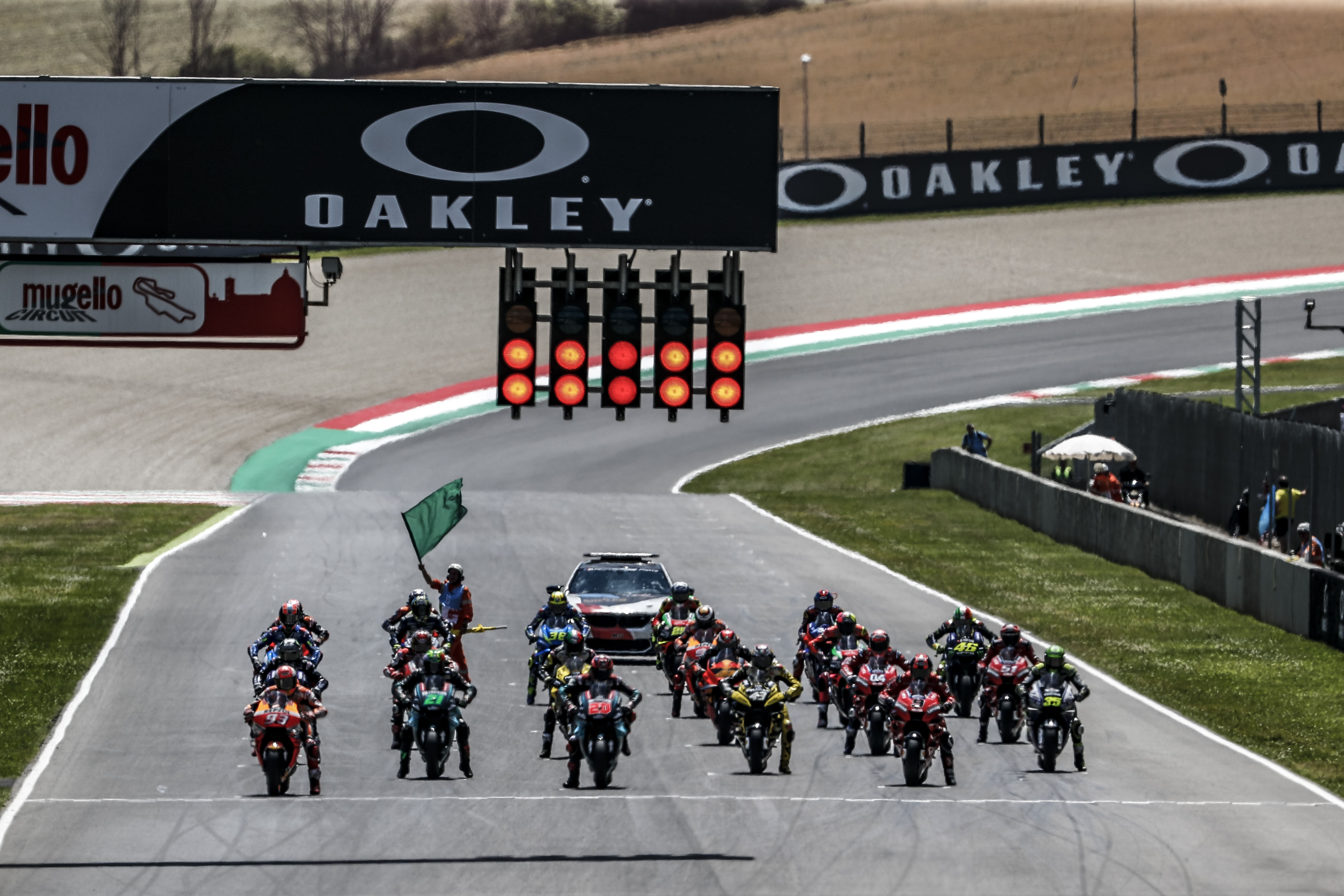
Inicio de una competencia de MotoGP.

El Autódromo Internacional del Mugello es un autódromo situado en la provincia de Florencia, región de Toscana, Italia, unos 30 km al norte de la ciudad de Florencia. El circuito se inauguró en 1974 y su trazado largo tiene 5.245 kilómetros de longitud. El equipo Ferrari, propietario del autódromo, suele usar Mugello para probar el comportamiento de sus automóviles en curvas rápidas. 
Mugello es sede del Gran Premio de Italia de Motociclismo del Campeonato Mundial de Motociclismo desde el año 1994; ese campeonato ya lo había visitado en ocho ocasiones, cuatro de ellas bajo la denominación Gran Premio de San Marino de Motociclismo. Anteriormente, competencias como el Campeonato Mundial de Resistencia, el Campeonato Mundial de Superbikes, la Fórmula 2 Europea y la Fórmula 3000 Internacional corrieron en Mugello. En los últimos años, el circuito ha recibido a otras categorías internacionales: el Campeonato FIA GT (en 1997 y 2006), el Deutsche Tourenwagen Masters y la Fórmula 3 Euroseries, la Fórmula 3000 Europea o la Fórmula Regional Europea. La Fórmula 1 celebró el Gran Premio de la Toscana en 2020 en este circuito, y recibirá a la Fórmula 2 y Fórmula 3 como ronda soporte al GP de Fórmula 1.
En 2021, Fabio Quartararo rompió el récord del circuito en motos, marcando un 1:45.187. El récord de vuelta en automóviles es de 1:15.144 y lo marcó Lewis Hamilton al volante del Mercedes W11 de Fórmula 1 en el año 2020.

## Ganadores

### Campeonato de Fórmula 2 de la FIA
| Año  | Piloto              | Escudería         | Fecha            | Resultados |
| ---- | ------------------- | ----------------- | ---------------- | ---------- |
| 2020 | Nikita Mazepin      | Hitech Grand Prix | 12 de septiembre | Resultados |
| 2020 | Christian Lundgaard | ART Grand Prix    | 13 de septiembre | Resultados |

### Campeonato de Fórmula 3 de la FIA
| Año  | Piloto         | Escudería         | Fecha            | Resultados |
| ---- | -------------- | ----------------- | ---------------- | ---------- |
| 2020 | Frederik Vesti | Prema Racing      | 12 de septiembre | Resultados |
| 2020 | Liam Lawson    | Hitech Grand Prix | 13 de septiembre | Resultados |